# Шебанг (Unix)

Послідовність символів шебанг

Шебанг (англ. shebang, sha-bang, she-bang, sh-bang, hashbang, pound-bang, hash-pling) — послідовність із двох символів: «решітки» та знака оклику (#!), яка ставиться на початку файлу (текстового), написаного на скриптовій мові.

Коли скрипт з шебангом виконується як програма в Unix-подібних операційних системах, завантажувач програм розглядає кінець рядка після шебангу як ім'я програми-інтерпретатора. Завантажувач запускає цю програму-інтерпретатор і передає їй як параметр ім'я файлу скрипту з шебангом. Наприклад, якщо повне ім'я файлу скрипту /path/to/script і перший рядок цього файлу містить
```
#!/bin/bash

```

, то завантажувач запустить на виконання /bin/bash і передасть йому як перший параметр /path/to/script.